# توم مور (مدرب كرة سلة)
توم مور (بالإنجليزية: Tom Moore)‏ هو مدرب كرة سلة أمريكي، ولد في 12 مايو 1965.